# Túnel de Lærdal
El túnel de Lærdal (Lærdalstunnelen) es un túnel de carretera de 24,5 km que conecta Lærdal y Aurland, en la provincia de Sogn og Fjordane, al oeste de Noruega. Su construcción comenzó en 1995 y finalizó en 2000 y su costo fue de alrededor de 1,082 Millones de Coronas noruegas ($ 97.92 Millones de dólares norteamericanos), lo que significa que el costo unitario de túnel, fue de prácticamente $ 4 Millones de dólares por km de túnel construido. Forma parte de la ruta E16 entre Oslo y Bergen.
Aunque hay túneles ferroviarios, como el de Seikan en Japón o el Eurotúnel entre Gran Bretaña y Francia, que exceden los 50 km de longitud, el de Lærdal es el túnel de carretera más largo del mundo.
El diseño del túnel tiene en consideración el estrés mental de los conductores, e incluye tres grandes cuevas distribuidas por su recorrido con un tamaño e iluminación que permiten descansar la vista y romper la monotonía.

## Galería

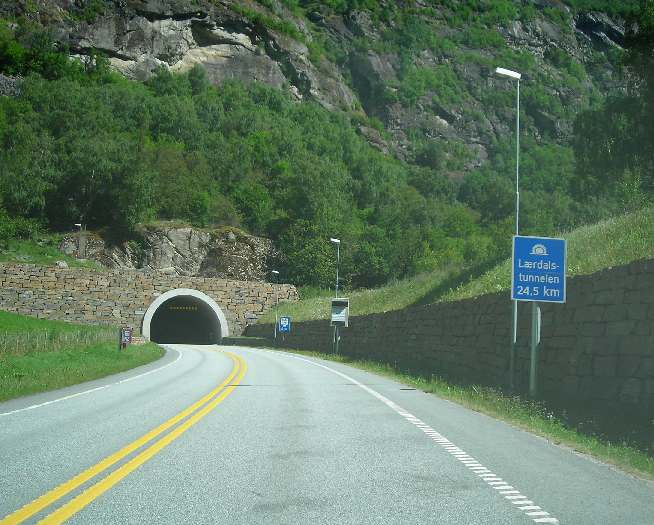
Entrada sur, con una señal que indica la longitud del túnel.
Aspecto de una de las cuevas interiores.